# Impatiens pacifica
Impatiens pacifica är en balsaminväxtart som beskrevs av Zika. Impatiens pacifica ingår i släktet balsaminer, och familjen balsaminväxter. Inga underarter finns listade i Catalogue of Life.